# درة روباه (نرغسان)
درة روباه (بالفارسية: دره روباه) هي قرية تقع في إيران في قسم نرغسان الریفي.